# 호평중학교
호평중학교(好坪中學校)는 대한민국 경기도 남양주시 호평동에 있는 공립 중학교이다.

## 학교 연혁
- 2002년 1월 1일 : 호평중학교 8학급 설립 인가
- 2003년 3월 1일 : 초대 이상혼 교장 취임
- 2003년 3월 4일 : 제1회 283명 입학
- 2003년 6월 5일 : 개교 기념 행사
- 2006년 2월 14일 : 제1회 졸업식(336명)
- 2009년 9월 1일 : 제1기 혁신학교 지정
- 2013년 9월 1일 : 혁신학교 재지정
- 2016년 3월 1일 : 모범혁신학교 지정
- 2021년 3월 1일 : 학교와 마을이 제안하는 혁신학교 지정
- 2023년 3월 1일 : 제7대 권영희 교장 취임
- 2024년 1월 5일 : 제19회 졸업 280명(계 5,406명)
- 2024년 3월 4일 : 제22회 324명 입학
- 2025년 3월 1일 : 제 8대 신정엽 교장 취임

## 참고 자료
- 호평중학교 - 한국교육학술정보원 학교알리미